# Jean-Éric Pin
Jean-Éric Pin é um Francês matemático e cientista da computação conhecido por suas contribuições para o algébrica autómatos teoria e semigrupo teoria. ele é um cnrs director científico.

## Biografia
Jean-Éric Pin ganhou seu diploma de graduação de ens cachan em 1976, e o seu doutoramento (Doctorat D' État) da Pierre e Marie Curie Universitário em 1981. Desde 1988 ele É um cnrs diretor de pesquisa na Universidade Paris. Em 1992-2006, foi professor na école polytechnique. 
Jean-Éric Pin é um membro de Academia Europaea  e um) eatcs colegas (2014).